# Arya Jeipea Karijo
Arya Jeipea Karijo (nacida en 1981) es una activista por los derechos humanos, periodista y diseñadora de experiencias de usuario de Kenia.
Ha escrito sobre cómo los legados de la colonización británica de África impactan negativamente a las comunidades LGBTQ+ en Kenia. Karijo comenzó a explorar su identidad de género mientras estaba en la universidad y ha descrito cómo no tuvo el lenguaje para describir su género y transición durante muchos años. Ha participado en la campaña 500 Queer Scientists.